# 嘉賢臺

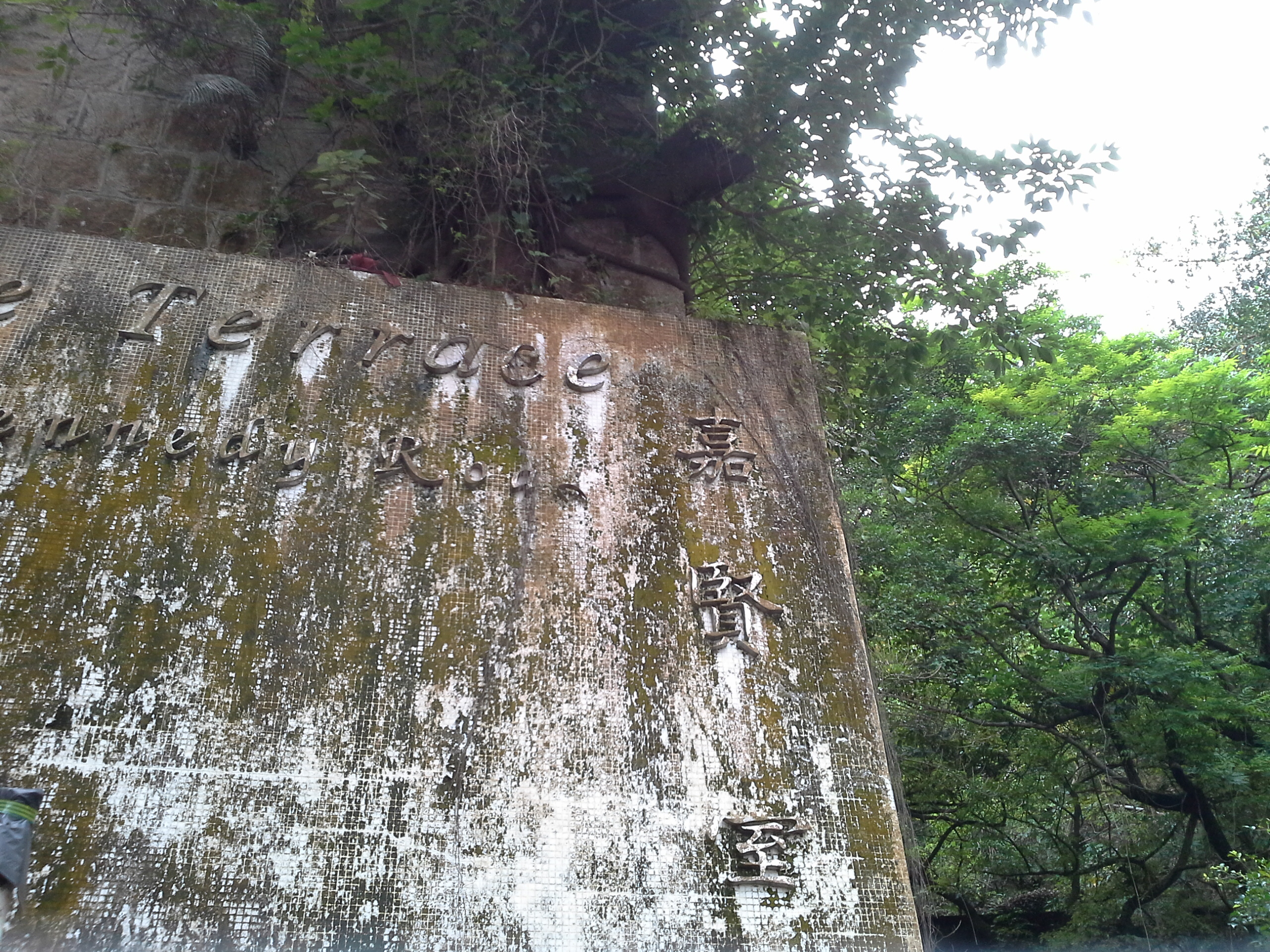

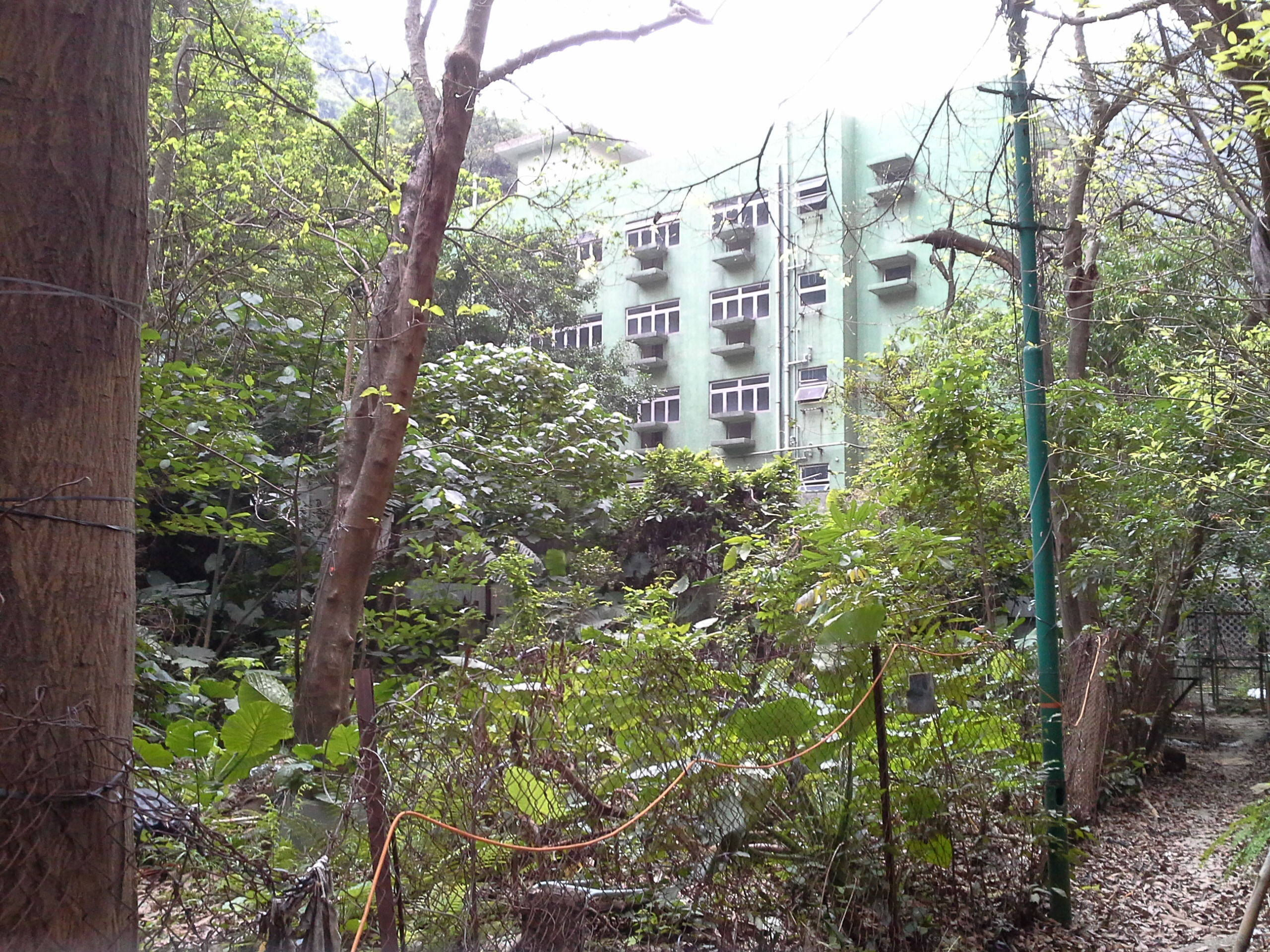

嘉賢臺（英語：Caine Terrace）是香港唯一一個已荒廢達35年之久的私人屋苑，位於香港島灣仔，地處聖公會聖雅各小學背後的山坡上，沒有道路可以連接該屋苑，遊客只可以從聖雅各堂側的樓梯到埗。（相傳此原因，緊急車輛未能到達，導致政府不批嘉賢臺入伙紙，而荒廢至今）

## 歷史
嘉賢臺於1990年建成，早期曾為銀行職員宿舍，所以嘉賢臺各單位建築面積比同區的私人屋苑為小，而且沒有特別的房間結構，簡單設計程度就儼如公共屋邨。及後於1993年，嘉賢臺由高威富有限公司以2.4億元購入，但之後一直都沒有為屋苑進行翻新和放盤租售，自此就一直被荒廢。由於該地一帶比較僻靜，故及後被當地街坊視為「鬼屋」。
嘉賢臺的前身是四座相連的別墅，建於1910年代，在清拆前只剩下三棟，別墅旁的一片草地仍然保留至今。
2010年明報記者進入採訪，發現該荒廢屋苑雖沒有鬼魂，但屋苑大堂有很多因山泥傾瀉而做成的黃泥。而屋苑內所有電器，包括升降機，也被封閉多時，已經無法啟動。屋苑更未有興建任何大門鐵閘或保安崗位。直至2013年，嘉賢台偶而會有人來打掃，要進入屋苑進行城市探險還是可以的，不過於2016年，地下出入口已經被圍封。

## 基本資料
- 地址：香港灣仔堅尼地道92-98號及102號
- 落成年份：1990年
- 外牆顏色：白色（92-98號）／綠色（102號）
- 單位建築面積：約500-700平方呎
- 電梯支援公司：三菱電機（92-98號）／日立（102號）
- 大廈層數：3層（不計地下）
- 單位數目：72（三座大廈總和）
- 現任業主：高威富有限公司（同珍醬油）

## 鄰近
- 石水渠街花園
- 隆安街灣仔北帝古廟
- 聖雅各福群會
- 肇輝臺